# Чарлз Старк Дрейпер
Чарлз Старк Дре́йпер (англ. Charles Stark Draper; 10 жовтня 1901 — 25 липня 1987) — американський науковець та інженер, якого часто називають «батьком інерційної навігації». Засновник і директор Лабораторії вимірювальних приладів Массачусетського технологічного інституту. Лабораторію згодом (1973) було відокремлено від інституту та перейменовано на Лабораторію Чарлза Старка Дрейпера.

## Біографія
Народився у місті Міссурі, штат Міссурі, США. В 1917 році поступив в Університет Міссурі, звідки у 1919 році перевівся до Стенфорда. У 1922 році здобув ступінь бакалавра мистецтв в галузі психології і вступив до Массачусетський технологічний інститут, де послідовно отримав ступені бакалавра наук (у 1926-мі) і магістра (1928), а у 1938 році захистив докторську дисертацію з фізики.
Починаючи з 1938 року, він став викладати в інституті, з 1939 року уже на посаді професора читав лекції з аеронавтики.

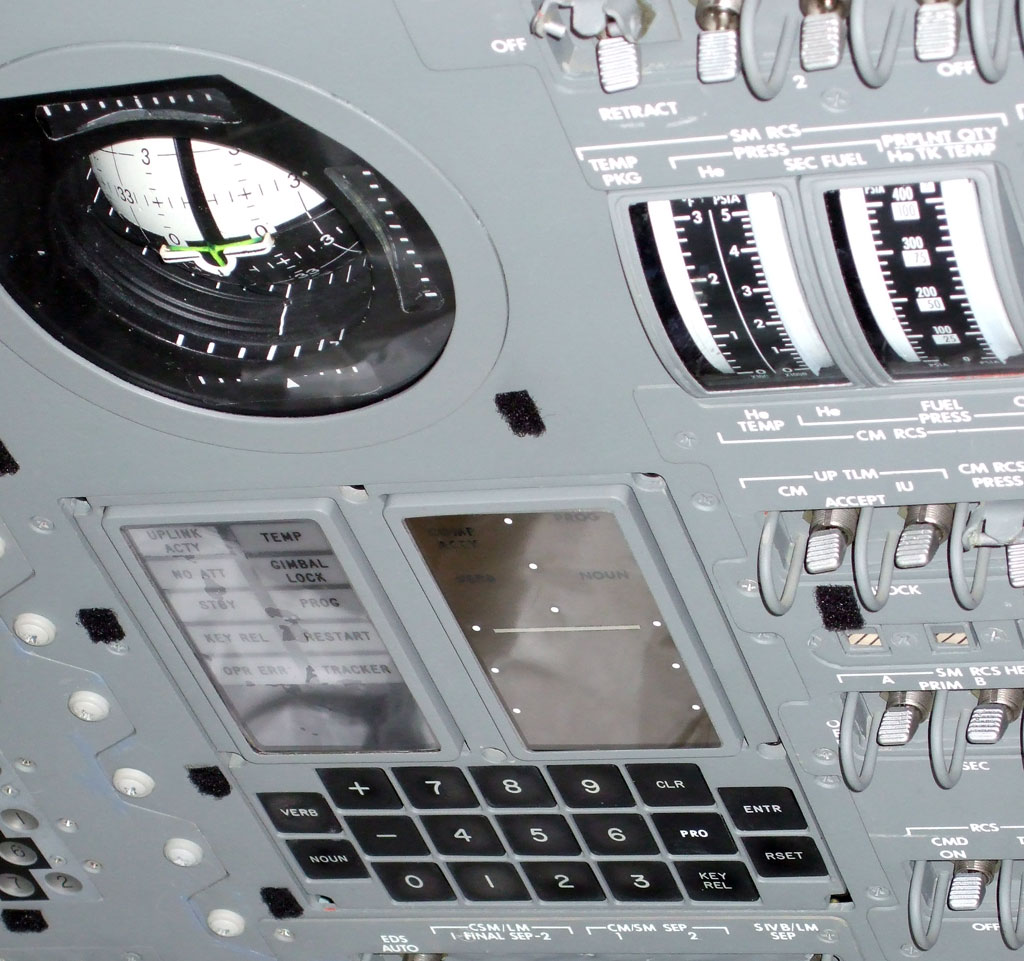
Дисплей і клавіатура (DSKY) бортового комп'ютера командного модуля Аполлона з індикатором орієнтації (Flight Director Attitude Indicator) вгорі

Ще будучи магістром у 1930 році заснував лабораторію вимірювальних приладів, що працює і донині. У 1961 році лабораторія отримала контракт на участь у програмі «Аполлон» з розробки бортового комп'ютера космічного корабля Аполлон. Комп'ютер розміром в один кубічний фут проводив обчислення і контролював рух, навігацію, і керував командним і місячним модулями під час польотів. З 1973 року лабораторія відокремилась від Массачусетського інституту і стала носити ім'я Дрейпера.
Іншою сферою інтересів Дрейпера були прилади інерційної навігації, прикладна галузь інженерних наук, що почала активно формуватись у 1930-ті роки. Дрейпер зробив неоціненний внесок у становлення і розвиток інерціальної навігації, за що у 1981 році його було уведено до Національної зали слави винахідників. Лабораторія Дрейпера розробляла системи навігації і для військових потреб — для ракет «Атлас», «Тор», «Титан», «Поларіс», «Посейдон», "Трайдент I, «Трайдент II».

## Нагороди та визнання
- 1957 рік — Медаль Голлі
- 1959 рік — Премія Вільяма Проктера за наукові досягнення
- 1960 рік — визнано Людиною року за версією журналу Time[10];
- 1960 рік — Медаль Говарда Поттса від американського Інституту Франкліна[11];
- 1964 рік — Національна наукова медаль США[12];
- 1967 рік — Медаль за видатну суспільну службу (НАСА)[en]
- 1970 рік — Премія засновників NAE
- 1971 рік — Медаль Джона Скотта
- 1971 рік — Медаль Руфуса Ольденбургера[en]
- 1973 рік — Медаль Ламме американського Інституту інженерів з електротехніки та електроніки (IEEE)[13];
- 1981 рік — Золота медаль Ленглі від Смітсонівського інституту[14];
- 1981 рік — уведений до Національної зали слави винахідників[15].

На знак визнання заслуг науковця та інженера у 1989 році було засновано Премію Чарлза Старка Дрейпера, що вручається за значні інженерні досягнення, які зробили значний вплив на суспільство, а також привели до покращення якості життя та/або полегшили доступ до інформації.

## Цікаві факти
- Як сам Дрейпер, так і численні його родичі відігравали помітну роль в житті штату Міссурі. Зокрема, його двоюрідний брат, Ллойд Старк[en], був 39-м губернатором штату.